# Jacob Griebe
Jacob Griebe (* 22. Juni 1541 in Leipzig; † 24. Juli 1601 ebenda) war kurfürstlich-sächsischer Assessor am Schöffenstuhl und Bürgermeister von Leipzig.

## Leben
Jacob Griebes gleichnamiger Vater (* 25. April 1511 in Berlin; † 18. August 1566 in Leipzig) stammte aus Berlin und ließ sich 1559 als Kaufmann in Leipzig nieder. Seine Mutter Margaretha Dorien stammte aus Forchheim. Aufgrund der Finanzstärke seiner Familie wurde er in jungen Jahren nach Nürnberg geschickt, wo er das Handelsgewerbe erlernen sollte. Nach dem Tod des Vaters übernahm er in Leipzig dessen Geschäfte, welche auch in Berlin und Nürnberg ausgeübt wurden. So gelangte er in kurzer Zeit zu einem großen wirtschaftlichen Unternehmen seiner Zeit. 1566 erwarb sich Griebe das Bürgerrecht in Leipzig, kam 1571 in den Leipziger Rat und bekleidete dort verschiedene Ämter in der Gerichts- und Landstube. 1591 avancierte er zum Baumeister, als welcher er 1597 das Schulgebäude der alten Nikolaischule, nebst der dortigen Diakonatswohnung umgestaltete.
Im Pestjahr 1598 wurde er erstmals Bürgermeister von Leipzig und lenkte die Geschicke der Stadt abermals 1601. Allerdings währte seine zweite Amtszeit nicht lange, da er in jenem Jahr verstarb. Sein Leichnam wurde am 26. Juli 1601 in Leipzig beigesetzt. Griebe der sich auch mit seinem Erbe für die Unterhaltung der Auszubildenden an der Thomasschule einsetzte, ist vor allem bekannt durch eine Gemäldeauftragsarbeit, welche er 1579 anfertigen ließ. Sie stellen Bildnisse von Martin Luther, Philipp Melanchthon, Johannes Bugenhagen und dessen Frau Walpurga Bugenhagen dar, und befinden sich heute im Stadtgeschichtsmuseum in Leipzig. Das Bild der Walpurga erinnert stark an eine Kopie aus dem Wittenberger Epitaph des Johannes Bugenhagen „die Taufe Christi“, welches sich in der Wittenberger Stadtkirche befindet.
Am 9. Mai 1568 hatte Griebe Katharina (* um 1552/1559; † 17. Mai 1599 in Freiberg), die Tochter des Georg Cracow und der Sara Bugenhagen, geheiratet. Aus der Ehe gingen acht Kinder hervor. Die Söhne Georg Griebe (* 24. Dezember 1574 in Leipzig; † 9. Oktober 1627 in Freiberg), der spätere Leipziger Ratsherr Jacob Griebe (* 7. Juni 1580 in Leipzig; † 25. November 1620 ebd.), Carolus Griebe und die Tochter Sara Griebe (* 1585) überlebten den Vater. Seine Enkeltochter Catharina Elisabeth Griebe (* 15. Dezember 1616 in Leipzig; † 26. August 1684 ebd.), aus der Ehe des jüngeren Jacob Griebe mit dessen zweiter Ehefrau Elisabeth Holzmüller, heiratete am 29. Januar 1634 den Leipziger Baumeister Jacob Mayer.

## Weblink
- Genealogielink